# 이루면 완성되는 것 칠색알
「이루면 완성되는 것 칠색알」（成せば成るのさ 七色卵）은 2011년 10월 26일에 발행된 T-Pistonz+KMC의 9번째 싱글이다.

## 등록곡
1. 이루면 완성되는 것 칠색알(成せば成るのさ 七色卵)
  - 『이나즈마 일레븐 GO』19화~ OP테마
2. 수긍이다 실마리!(がってんだっしょ!)
  - 게임 『이나즈마 일레븐 스트라이커즈』 OP테마
3. 이루면 완성되는 것 칠색알(Original Karaoke)
4. 수긍이다 실마리!(Original Karaoke)

## DVD（초회한정판）

### 초회한정판A
1. 이루면 완성되는 것 칠색알（애니메이션 오프닝Ver.）
2. 이루면 완성되는 것 칠색알（뮤직 비디오）
3. 이루면 완성되는 것 칠색알（댄스 지도 비디오~댄스Ver.）